# Kościół Niepokalanego Poczęcia Najświętszej Maryi Panny i św. Elżbiety oraz klasztor Sióstr Bernardynek w Łowiczu
Kościół Niepokalanego Poczęcia Najświętszej Maryi Panny i świętej Elżbiety oraz klasztor Sióstr Bernardynek w Łowiczu – kościół rektorski znajdujący się w Łowiczu, w województwie łódzkim. Należy do dekanatu Łowicz-Katedra diecezji łowickiej.
Zespół klasztorny został wybudowany w latach 1648–1650 z fundacji Marcina Sadowskiego, kasztelana gostyńskiego i jego żony, Eufrozyny według projektu Tomasza Poncino. W 1650 roku został konsekrowany przez arcybiskupa gnieźnieńskiego Macieja Łubieńskiego. Kościół barokowy, murowany, jednonawowy, w nawie północnej trójarkadowy chór, ołtarze z dekoracją barokową z drugiej połowy XVII i początku XVIII wieku.